# Женаты… с детьми
«Женаты… с детьми» (англ. Married… with Children) — американский комедийный телесериал, сюжет которого разворачивается в Чикаго. С 1987 по 1997 было снято 262 серии. 8 раз номинировался на премию «Эмми» и 7 раз на «Золотой глобус». Сериал демонстрировался в различных странах мира, во многих странах (в том числе в России) появились его адаптации.

## Сюжет
Сериал рассказывает о жизни продавца женской обуви по имени Эл Банди.
Эл Банди женат уже много лет (15 лет в первых сериях, 26 в последних), работает продавцом. Он вечно голоден, так как жена Пегги никогда не готовит и вообще не выполняет работу по дому, смотрит целый день ток-шоу и сериалы. У них двое детей: не слишком умная красотка Келли и сексуально озабоченный Бад (начиная лет с 14) — дети постоянно дерутся друг с другом, жена Эла, Пегги, занята собой, а сохраняют драгоценное спокойствие в семье только флегматичные Эл и пёс-философ Бак.
Всё семейство не любит друг друга. Они постоянно издеваются друг над другом (особенно над Элом). Но, несмотря на это, они всегда будут оставаться вместе, и их сложнее разлучить, чем кажется → в случае опасности, Банди способны сплотиться и дать отпор кому угодно.
Основные темы сериала — отсутствие денег в доме и отсутствие либидо у Эла, правда, многие серии начинаются с отсутствия еды в холодильнике или с выражения недовольства Элом, вызванного обычно толстыми женщинами в его магазине или жизнью/миром в целом.
Ещё у них есть соседи: феминистка Марси, банковский работник Стив (впоследствии будет заменен на бывшего агента ЦРУ и жи́голо Джефферсона).

## Персонажи
Создатели сериала являются фанатами реслинга, поэтому главные персонажи получили фамилию (Bundy) в честь известного рестлера Кинг-Конга Банди (англ. King Kong Bundy), который также дважды появился в сериале. Другой известный рестлер Дасти Роудс (англ. Dusty Rhodes) дал фамилию их соседям (но с небольшим изменением — Rhoades).

### Эл Банди
Эл Банди (англ. Al Bundy) (Эд О’Нилл) — глава семьи Банди. Он работает продавцом за мизерную зарплату в магазине женской обуви «Обувь и аксессуары Гарри для современных женщин» в торговом центре «New Market Mall». Эл, как правило, носит голубую рубашку и серые брюки. В молодости был участником движения хиппи. Он ненавидит, когда его достают и хочет, чтобы его оставили в покое, а женщины в магазине его достают каждый день. Он особенно терпеть не может свою жену Пегги и толстых женщин, которые приходят к нему в магазин. Когда он приходит домой, он начинает свой рассказ со знаменитой фразы «сегодня в магазин пришла толстуха». Эл также ненавидит родственников своей жены. Помимо этого он ненавидит заниматься сексом с Пегги, но в то же время никогда не изменяет ей (и никогда не будет). С другой стороны, он любит пить пиво, засунув правую руку в брюки, и смотреть спорт по телевизору. Он любит сидеть в туалете подолгу и часто упоминает самый приятный момент его жизни: чемпионат по американскому футболу в средней школе, в котором он занёс 4 тачдауна в одной игре. Является капитаном любительской команды игроков в боулинг. Эл принимает душ очень редко, любит отдохнуть на диване и отказывается обнимать кого-либо. Он редко ест, так как его жена никогда не готовит. Он бьет бойфрендов Келли, если считает это необходимым. Его любимый журнал — «Большие сиськи», а любимая фраза «let’s rock!». Эл ездит на старом автомобиле Dodge Dart, что является постоянным предметом для шуток (однако, в некоторых эпизодах это Plymouth Duster). Является создателем и главой сообщества NO MA’AM, название которого является аббревиатурой от National Organization of Men Against Amazonian Masterhood (с англ. — «Национальная организация мужчин-противников превосходства амазонок»); целью данной организации является предотвращение доминирования феминизма в обществе.
В 2008 году Эд О’Нилл повторил образ продавца обуви Эла в предвыборном ролике Барака Обамы. Когда в 2011 году он же удостоился на «Аллее славы» собственной звезды (№ 7021), последнюю разместили перед местным магазином обуви DSW.

### Маргарет «Пегги» Банди
Маргарет «Пегги» Банди (англ. Margaret «Peggy» Bundy) (Кэти Сагал) — жена Эла и очень ленивая женщина. Она отказывается готовить еду для семьи и убирать дом. Она также предпочитает покупать новую одежду вместо стирки старой, и даже не задумывается о том, чтобы устроиться на работу. В течение дня она любит смотреть ток-шоу, сидя на любимом диване, и тоннами ест конфеты (при этом почему-то не толстеет). Её любимое ТВ-шоу — это «Шоу Опры Уинфри», также она любит передачи в стиле «магазин на диване». Пегги обычно следует ужасно безвкусной моде, носит лосины и танкетки: дома и даже на поле для подвижных игр она предпочитает каблуки, но это и отличает её от остальных. В отличие от Эла, она любит заниматься сексом с супругом, но при этом постоянно жалуется на качество и продолжительность акта. Она все ещё привлекает красивых молодых мужчин, но так же, как Эл, никогда не обманывает своего супруга. Правда частенько заглядывает в стрип-клуб, где оставляет весьма немалые для их семейного бюджета суммы. Вообще, Пегги очень любит тратить деньги, и очень часто это траты, не согласованные с мужем. Удивительно то, что несмотря на её нежелание готовить и убирать, дети всегда ухожены, да и муж никогда не появляется в кадре в мятой рубашке. Пегги очень боится мышей.
Девичья фамилия Пэгги — Уэнкер (англ. Wanker), а её семья происходит из вымышленного округа Уэнкер (англ. Wanker County) в штате Висконсин, где, как говорит Эл, «каждый житель — родственник». Само слово Wanker в английском сленге на самом деле является ругательством и по смыслу означает «дрочер».

### Келли Банди
Келли Банди (англ. Kelly Bundy) (Кристина Эпплгейт) — дочь Пегги и Эла. Она не очень умна и Эл часто называет дочь «Тыковка» (Pumpkin). Посещает школу только ради того, чтобы общаться с друзьями. Келли постоянно путает значения слов, и это является одним из самых забавных моментов сериала, способна изобретать свои собственные слова. Её брат Бад часто пользуется своим превосходством над ней из-за её фантастического невежества. У Келли много бойфрендов, иногда одновременно сразу несколько. По ходу сериала ей каким-то образом удалось окончить среднюю школу. После школы она работает моделью, «Верминатором» — героиней рекламы по уничтожению насекомых — а также долгое время официанткой. Она также брала уроки актёрского мастерства, периодически добиваясь успехов на поприще. Живёт с родителями на протяжении всего сериала без каких-либо планов начать самостоятельную жизнь.

### Бад Банди
Бадрик «Бад» Франклин Банди (англ. Budrick "Bud" Franklin Bundy) (Дэвид Фаустино) — умный сын в семье Банди. Его имя ему дал Эл в честь своего любимого пива «Бадвайзер» (в народе именуемого «Бад»). На протяжении всего сериала он хорошо учится и после школы поступает в Университет Трумейн. Хотя Бад одержим сексом, с девушками у него ничего не получается. Поэтому у него есть надувная кукла Айсис, которую он прячет в своей комнате, и его семья постоянно дразнит его, на тему его жалкой половой жизни. У Бада нет ни настоящих друзей, ни нормальной работы.

### Марси Роадс/Д’арси
Марси Роадс/Д’Арси (англ. Marcy Rhoades D’Arcy) (Аманда Бирс) — соседка Банди. Она феминистка и властная женщина. Эл часто дразнит её из-за маленькой груди и называет её «курицей» (начиная с шестого сезона она периодически появляется с короткими взлохмаченными волосами, напоминающими мокрые перья). С пятого сезона сериала Марси стала носить короткую стрижку, из-за чего её часто принимают за мальчика. Она всегда политически корректна и постоянно борется за права женщин: то за толстых женщин, то за беременных или некрасивых. У неё часто проявляются садистские чувства по отношению к людям, которые причинили ей вред. Марси — банковский работник и работает сначала в Главном банке Чикаго, а затем в Национальном банке Киото. У неё всегда есть деньги на модные немецкие автомобили, и она необузданна в сексе.
Фамилия «Д'Арси» является каламбуром на величину «дарси», то есть «Марси Д’Арси» можно перевести как «Машка Промокашка».

### Стив Роадс
Стивен Бартоломью Роадс (англ. Steven Bartholomew Rhoades) (Дэвид Гаррисон) — первый муж Марси. Стив всегда находится между хорошим влиянием Марси и плохим влиянием Эла. Во втором сезоне сериала Стив работает в банке, однако в четвёртом сезоне он теряет работу, а затем бросает Марси, отправившись защищать дикую природу (хотя на самом деле он одержим деньгами). После повторного замужества Марси Стив появляется в сериале ещё четыре раза, и тогда кажется, что Марси все ещё любит его.

### Джефферсон Д’Арси
Джефферсон Милхауз Д’Арси (англ. Jefferson Milhouse D'Arcy) (Тед Макгинли) — второй муж Марси. Марси случайно выходит за него замуж в пятом сезоне и остается с ним до конца сериала. Джефферсон — типичный жи́голо, который сидит дома целый день, и тратит деньги Марси. Джефферсон метросексуал и поэтому тщательно ухаживает за своей внешностью, иногда женоподобен. Зачастую слабохарактерен и неспособен сделать что-то без помощи со стороны. Попадая под влияние Эла, часто смеётся над Марси, но способен моментально перемениться если его замечают — хороший человек в общем.
Марси пытается отправить его работать, но быстро отказывается от этой затеи, так как Джефферсон на любой работе привлекает слишком много женщин. Лишь иногда он зарабатывает деньги на сомнительных работах, на фондовом рынке или в других непонятных местах. В одной из серий стало известно, что Джефферсон был агентом ЦРУ и сидел в тюрьме до того, как встретил Марси.

## Второстепенные персонажи

### Бак и Лаки
Бак (англ. Buck) — первый пёс в семье Банди. Собака с особым складом ума, в сериале можно услышать мысли Бака о семье Банди и мире вокруг него. Бак умирает в десятом сезоне, и его душа перевоплощается в новую собаку Банди — Лаки (англ. Lucky). Бак и Лаки вечно голодные, так как Банди не особо заботятся о них.

### Седьмой
Седьмой (англ. Seven) (Шэйн Свит) — сын родственников Пегги, которые приезжают погостить и просто оставляют ребёнка. Его странное имя объясняется тем, что он седьмой ребёнок у своих нерадивых родителей (на самом деле шестой, у его отца проблемы со счетом). Вскоре стало ясно, что поклонникам сериала не нравится этот герой, после чего Седьмой таинственно исчез из кадра.

### Гэри
Гэри (англ. Gary) (Джанет Кэролл) — хозяйка магазина, где работает Эл. Она успешная бизнес-леди. Пока Гэри не показала своё лицо, все считали, что владелец магазина — мужчина. Гэри презирает таких мужчин как Эл и его напарники, и периодически увольняет Эла в самый неподходящий момент. В одной из серий она начинает встречаться с Бадом.

### Грифф
Грифф (англ. Griff) (Гарольд Сильвестр) — напарник Эла в обувном магазине. Лицо в народе положительное. Он разведён, жена отобрала у него все имущество и даже фамилию, поэтому он просто Грифф. Он левша, водит Гео Метро и фанатеет от Пэм Гриер.

### Эмбер
Эмбер (англ. Amber) (Джульет Тэблэк) — племянница Марси. Мать Эмбер отсылает её пожить у Марси, чтобы избавить от дурного влияния Лос-анджелесских кварталов. Бад постоянно пытается затащить её в постель, но только один раз ему это удаётся. После девятого сезона Эмбер исчезает из сериала.

### Боб Руни
Боб Руни (англ. Bob Rooney) (Эд Белл) — выполняет роль казначея в обществе «Нет женщинам». Он мясник и женат на Луизе. Он учился вместе с Элом в школе Полк и играл с ним в одной футбольной команде.

### Айк
Айк (англ. Ike) (Том Макклейстер) женат на некой Френни. Айк ведет бурную половую жизнь — в сериале упоминалась его бисексуальность и извращенные наклонности.

### Офицер Дэн
Дэн (англ. Dan) (Дэн Таллис-младший) — просто хороший человек, служит в полиции и посещает дом Банди несколько раз во время службы. Также он борется за телешоу «Папа-психопат».

## Кастинг
При прослушивании на Эла Банди кандидатам требовалось изобразить одну простую сцену: как их герой входит в свой дом. Эд О’Нилл смог пройти кастинг, когда его персонаж войдя в дом с опущенными плечами издал вздох сожаления. До него на эту роль среди многих пробовались популярный комик Сэм Кинисон и малоизвестный на тот момент Майкл Ричардс; позже первый в одном из эпизодов сыграл роль ангела-хранителя, а про второго продюсеры вспомнили при создании сериала «Сайнфелд».
Главная женская роль изначально писалась под стендап-актрису Розанну Барр. Однако Кэти Сагал была твёрдо намерена получить эту роль и к тому же у неё было своё видение образа Пегги — привлекательная женщина с белой кожей и пышной рыжей шевелюрой. Когда она пришла в этом образе на прослушивание (пышная причёска была изображена с помощью парика), то сразу поразила директоров по кастингу.
На роль Келли и Бада Банди изначально были взяты брюнетка Тина Каспари (англ. Tina Caspary) и блондин Хантер Карсон соответственно. Однако уже при съёмках пилотного эпизода Эд О’Нилл заявил, что не чувствует взаимопонимания между «родителями» и «детьми». Тогда был спешно проведён новый кастинг, по результатам которого роли детей Банди получили Кристина Эпплгейт и Дэвид Фаустино.

## Заставка
Заставка сериала начинается с показа запуска Букингемского фонтана в Грант-Парке. Далее показывается вид с птичьего полёта на автостраду Lake Shore Drive (бытует мнение, что эти кадры взяты из комедии «Каникулы» 1983 года), а также несколько кадров обзора города, после чего появляется заголовок сериала и далее уже представляют основных актёров. Начиная с 4-го сезона, сцены с автострадой из заставки были убраны, а название сериала появлялось из струи фонтана.

## Критика
Консервативная общественная организация Parents Television Council поставила ситком на первое место в списке 10 худших семейных шоу 1996—1997 годов за «грубые шутки и туалетный юмор».